# 广州地铁22号线

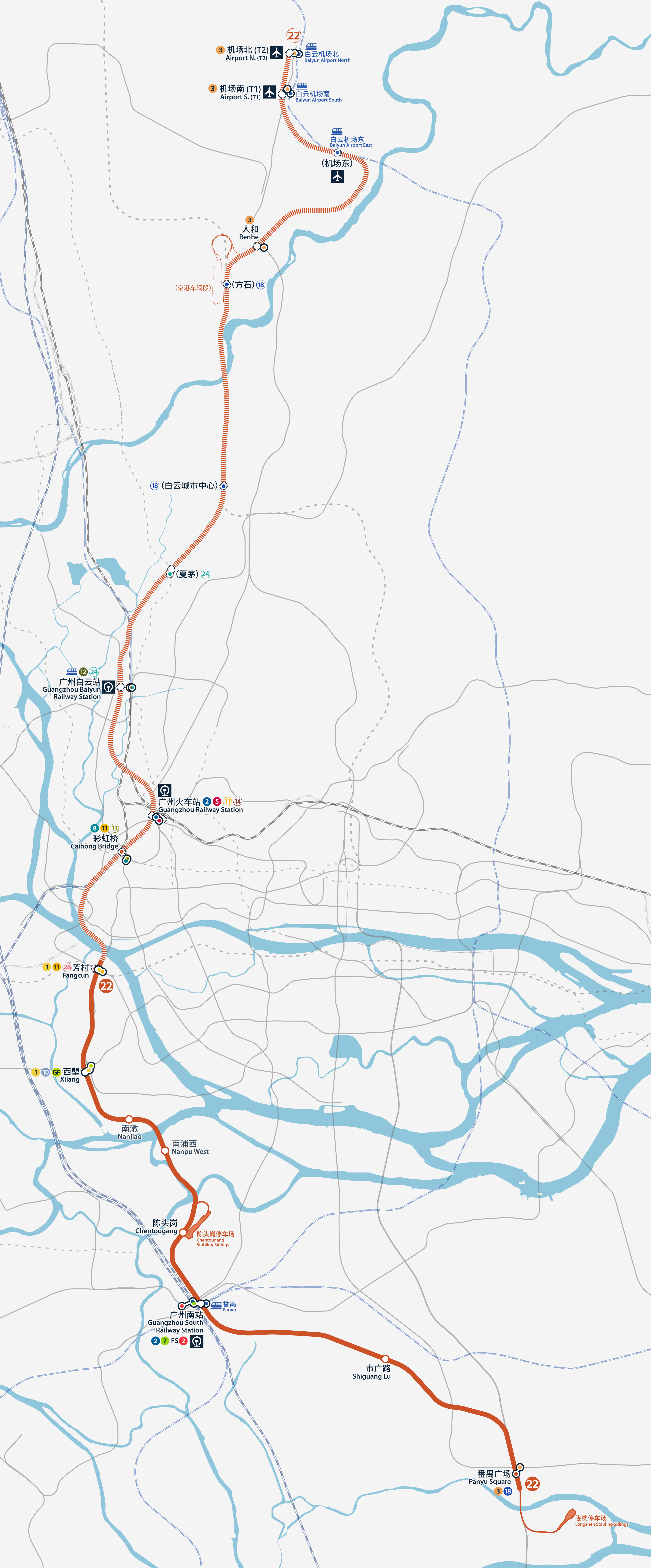
22號線線路圖，按真實走向比例繪畫。含在建的后通段及北延段（芳白城际）

广州地铁22号线是广州地铁的线路之一，目前路线连接番禺區内的陈头岗和番禺广场，代表色為橙棕色。与18号线一样，线路定位为市域快线。
22号线首期首通段（陈头岗－番禺广场）已于2022年3月31日开通运营，首期剩余段（芳村－陈头岗）仍在建设中。22号线北延段则自芳村继续向北延伸至机场北站，于2020年8月以“芳村至白云机场城际”（简称“芳白城际”）的名义获批，并在2021年12月31日举行动工仪式。
由於22號綫目前全綫均位於番禺區內，因此22號線是廣州地鐵綫網目前唯一一條皆在同一行政區內的路綫。同时22号线首通段亦为广州地铁目前长度最短、车站最少以及首条使用GoA3等级自动运行的重型铁路线。

## 概况

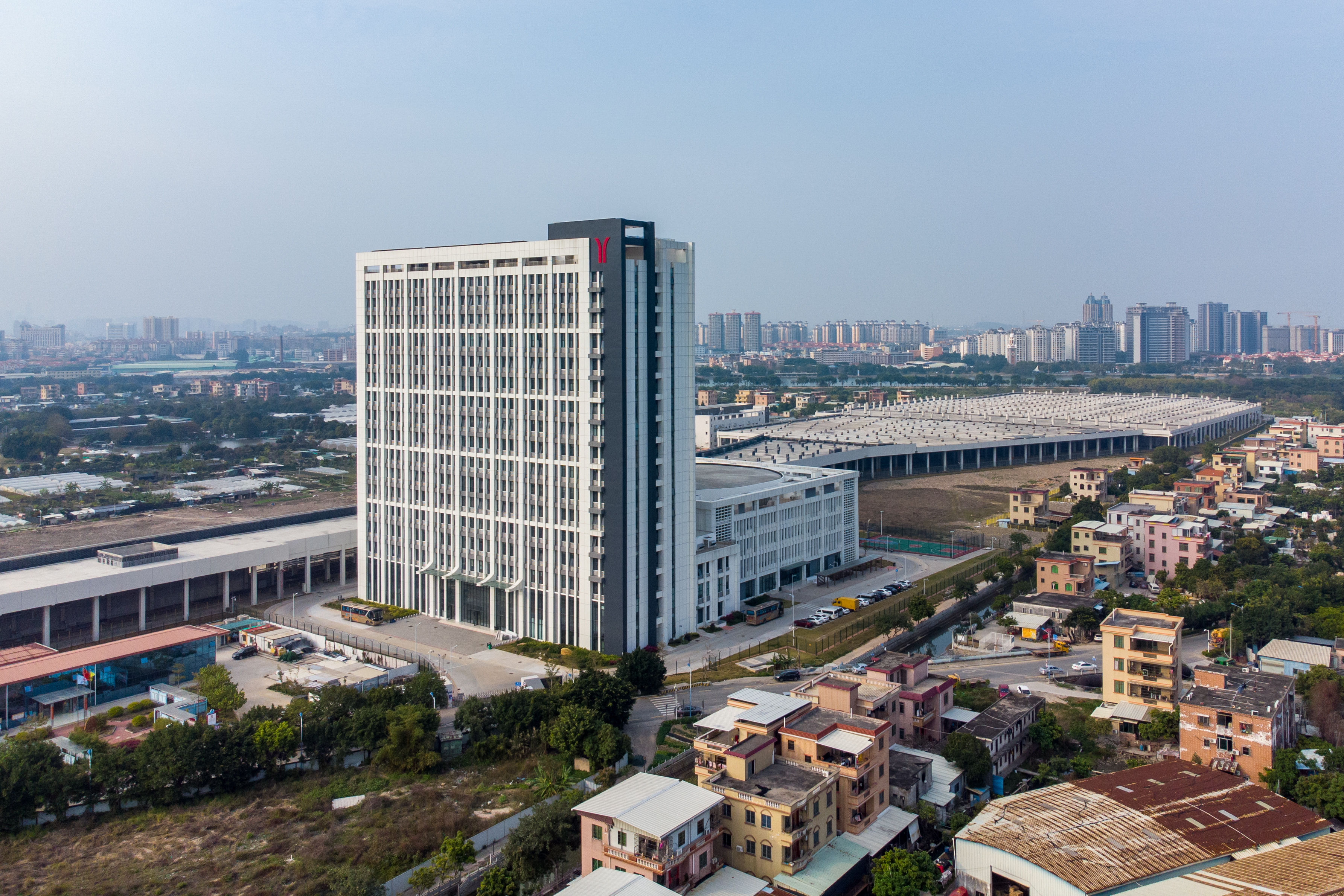
陇枕停车场

22號線大致呈西北─東南走向，起始於荔灣區芳村，大致沿花地大道、花蕾路和東漖北路行走，然後大致轉向東南至西塱，再沿環翠南路、东新高速公路行走，再大致轉向西南，經陳頭崗進入廣州南站。隨後線路大致往東行進，沿廣明高速公路、市廣路、東環路、番禺大道北抵達番禺廣場站。
22號線首期線路全長30.8公里，均為地下線，設8座車站，其中换乘站4座；平均站间距为4.2km，最大站间距为7.2km，为市廣路至广州南站区间；最小站间距为2.1km，为南浦西至南漖区间。
22號線目前設有陈头岗和陇枕兩個停車場。陳頭崗停車場位於番禺區东新高速公路以西、南大干线以北、大石水道以东的石壁村内，設有本线的主變電站。与18號线共用的陇枕停車場位于番禺區番禺大道北以東、市南路以北、草龍沙河二街以西，设有与18号线共用的控制中心。
未来22号线两端将继续延长，除首期后通段往北延伸至芳村外，还将继续北延，途經國鐵广州站、广州白云站，前往白雲機場。广州芳白城际轨道交通有限公司将负责22号线北延段（芳白城际）项目的建设运营管理。该公司成立于2022年3月16日，股权结构为广州地铁集团40%、广州绿色一号基础设施股权投资合伙企业30%、中国建筑及其下属公司23.39%、广东建工集团5.57%、广东华隧建设集团1.04%。此外，番禺廣場站亦預留南延條件，計劃未來经南沙延伸至东莞、深圳。

## 歷史

### 首期

#### 规划
在2010年的地鐵線網規劃，曾出現名為「白鵝潭联络快線」的線路，從廣州南站起始，經西塱站至白鵝潭站。唯當時的白鵝潭站即為石圍塘站。後續規劃中該線路被取消。
而22號線在最初規劃時，起点为广州东站，大致往南行走，在經天河马场、海珠磨碟沙站后经新光快速、番禺大道前往番禺廣場後進入南沙區，最終抵達明珠灣起步區南部的萬頃沙。該線按照快線設計，設站較少，以滿足南沙區快速來往番禺中心城區和廣州市區的功能。
后来，與原规划18号线交換編號，22號線改為承擔快速連接廣州南站至南沙，並確定從廣州南站延長至白鵝潭，番禺廣場以南一段則改為先與18號線共線。2017年3月下旬，22號線獲得立項批覆，此時白鵝潭站從靠近石圍塘站改為靠近芳村站，并最终统一站名。4月中旬，根據22號線第二次環評公示的內容，22號線增加兩個車站，使車站總數增至8個。
18號線和22號線原本均属于远期规划线路，但由於需要配合南沙自貿區發展決定優先建設。与18号线一样，22號線亦按照快線設計，以實現南沙区與廣州南站、广州中心城区的快速轨道交通联系。

#### 首通段
22号线的工程可行性报告于2017年9月1日获广州市发改委批复，该线成为广东省政府将一批省级行政职权事项下放给广州、深圳实施后，首条由广州市批复的地铁线路。
2018年8月29日，22号线首台盾构于祈福至广州南站中间风井顺利向祈福站始发，标志22号线正式进入盾构隧道掘进阶段。2019年11月5日，22号线祈福至广州南站区间右线隧道贯通，为22号线首条贯通的盾构隧道。
2019年12月10日，祈福站主体结构封顶，为全线首个封顶的车站。
2020年9月10日，22号线首通段开始进入铺轨施工阶段，首条铁轨于市广路至番禺广场中间风井中铺设。
2020年12月，陈头岗停车场及陈头岗主变电站“三权”移交运营部门，进入运营调试阶段。
2021年3月23日，番禺广场至番福区间中间风井至番番2号盾构井区间左线隧道顺利贯通，标志着22号线首通段完成所有盾构掘进任务，隧道全部贯通。
2021年5月25日，22号线首通段完成短轨铺设施工，6月2日亦实现长轨铺设施工完成。
2021年7月15日，22号线首通段轨行区“三权”移交运营部门，全段进入运营调试阶段。首通段全部车站亦于8月实现“三权移交”并进入运营调试阶段。但首通段开通前夕由于市广路站至广州南站的区间隧道下穿大鹏高压燃气管线的问题导致首通段开通日期一度拖延，直到2022年3月中下旬完成安全评估。
2022年3月31日，22号线首通段于首班车起开通运营。

#### 后通段
2022年12月，南浦西站作为后通段首个站点顺利封顶。后通段于2024年12月实现全线隧道贯通。2025年5月完成铺轨，6月底完成长轨贯通，7月初完成通电。
截至2025年7月，后通段土建工程完成率为95%，4座车站已全部封顶并进入机电施工，长轨已全线贯通。

### 北延段

#### 规划
22号线北延段于2020年8月，以“芳村至白云机场城际”（简称：芳白城际）的名义获发改委批准建设。线路获批时终点站止步于三号航站楼的机场东站。随后在2020年11月发布的工程勘察设计总承包项目招标公告中显示，线路延长至二号航站楼，中途在彩虹桥、白云站（棠溪）、彭边（预留）、白云城市中心、人和、机场一号航站楼等位置设站。
2021年3月，本线进行了第一次环评公示。在同年6月的第二次环评公示中，本线调整走向，将与14号线换乘的彭边站改为与24号线换乘的夏茅站，同时新增停靠广州火车站，使得本线可接驳白云机场、白云机场高铁站、白云（棠溪）站、广州站和广州南站。2021年8月，本线工程可行性研究报告获批。

#### 建设
2021年12月31日，北延段（芳白城际）于方石车辆段和夏茅站举行开工仪式。
2022年3月18日，广州芳白城际轨道交通有限公司成立，将负责芳白城际的的建设运营管理。
2022年4月，白云机场T3交通枢纽轨道交通预留工程芳白城际东侧盾构区间（即机场东站至其南侧的盾构井区间）的盾构始发井完成地连墙施工。2023年3月24日，芳白城际的首台盾构机于该区间始发。
2022年6月30日，夏茅站开工建设，这也是继白云站后，第二座建设的车站。
2023年7月，芳白城际首批双盾构分别于芳村站站后盾构井和人和站至机场东右线区间盾构井始发，标志着该线路建设正式进入盾构施工阶段。
2024年7月，芳白城际广白盾构井至白云站区间首次始发盾构，并负责掘进该区间的左线。2024年10月，方石至人和区间左线盾构贯通，为芳白城际首个贯通的盾构区间。
截至2025年8月，芳白城际土建工程累计完成47%。10座车站中，5座已封顶，5座进行土建施工；10个区间中，2个已贯通，6个进行土建施工，其余2个开展施工前准备工作；出入段线Ⅱ线、Ⅲ线、Ⅳ线进行土建施工。

## 车站

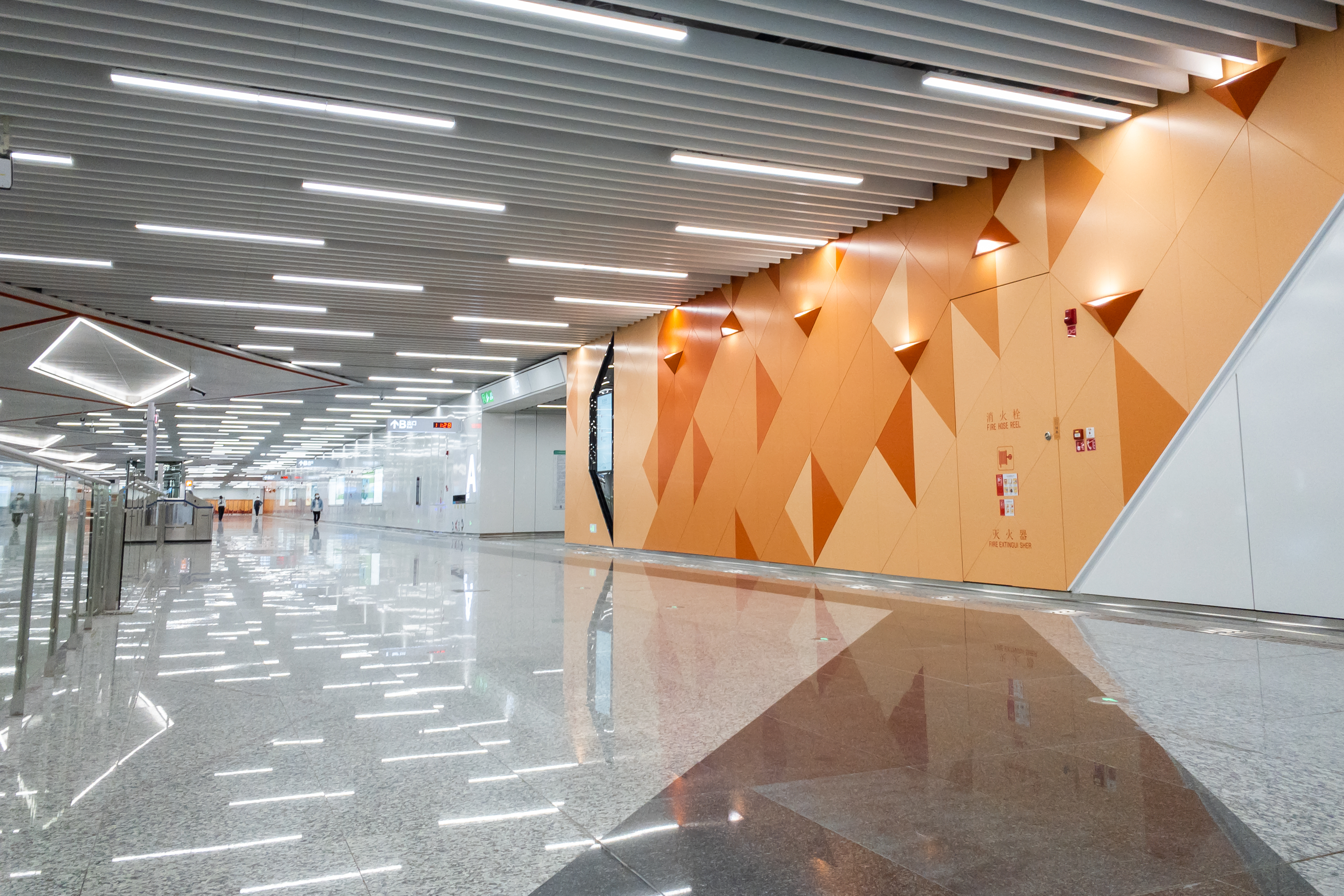
陈头岗站站厅

22號線現時仅設有4座車站，其中2座为换乘车站，为广州地铁目前设站最少的线路。
除与18号线换乘的番禺广场站外，首通段其他车站均采用钻石切割式的菱形元素设计，并使用22号线“活力橙”颜色作点缀，再搭配灰白色系的建筑材料，展现科技感和现代感。
| 车站编号 | 站名     | 里程（公里） | 里程（公里） | 换乘路线                                                                                                | 所在地 | 啟用時間      | 车站形式                 |
| 车站编号 | 站名     | 站间         | 累计         | 换乘路线                                                                                                | 所在地 | 啟用時間      | 车站形式                 |
| 22號線 | 22號線   | 22號線       | 22號線       | 22號線                                                                                                  | 22號線 | 22號線        | 22號線                   |
| --- | -------- | ------------ | ------------ | --- | ------ | ------------- | ------------------------ |
| 2201 | 番禺广场 | -            | 0.00         | 3号线 301、18号线 1803                                                                                  | 番禺区 | 2022年3月31日 | 地下双岛式站台[L18]      |
| 2202 | 市广路   | 7.01         | 7.01         | | 番禺区 | 2022年3月31日 | 地下岛式站台，帶越行线   |
| 2203 | 广州南站 | 7.12         | 14.13        | 2号线 201、7号线 701 佛山地铁：2号线 F227 广州南站 番禺站：广肇城际铁路、广惠城际铁路、广州东环城际铁路 | 番禺区 | 2022年3月31日 | 地下岛式站台             |
| 2204 | 陳頭崗   | 3.17         | 17.30        | | 番禺区 | 2022年3月31日 | 地下双岛式站台，帶待避線 |
| ↓接續在建首期后通段（陈头岗－芳村）、芳村至白云机场城际（芳村－机场北）                                                    |          |              |              | |        |               |                          |
| 註釋 |          |              |              | |        |               |                          |
| - 所有以斜体标识的线路和车站均未开通。 - 站间距数据来源：，未包含出入段线。 - L18 22號線與18號線共用，其中22號線使用內側。 |          |              |              | |        |               |                          |
| 论 编 |          |              |              | |        |               |                          |

| 建设中首期后通段、北延段 | 建设中首期后通段、北延段                                 | 建设中首期后通段、北延段            | 建设中首期后通段、北延段            | 建设中首期后通段、北延段            | 建设中首期后通段、北延段            | 建设中首期后通段、北延段            | 建设中首期后通段、北延段            |
| 規劃站名 | 换乘路线                                                 | 所在地                              | 目前状态                            | 车站形式                            |                                     |                                     |                                     |
| 22號線（首期后通段） | 22號線（首期后通段）                                     | 22號線（首期后通段）                | 22號線（首期后通段）                | 22號線（首期后通段）                | 22號線（首期后通段）                |                                     |                                     |
| ↑接續首期首通段（陈头岗－番禺广场） | ↑接續首期首通段（陈头岗－番禺广场）                      | ↑接續首期首通段（陈头岗－番禺广场） | ↑接續首期首通段（陈头岗－番禺广场） | ↑接續首期首通段（陈头岗－番禺广场） | ↑接續首期首通段（陈头岗－番禺广场） | ↑接續首期首通段（陈头岗－番禺广场） | ↑接續首期首通段（陈头岗－番禺广场） |
| --- | -------------------------------------------------------- | ----------------------------------- | ----------------------------------- | ----------------------------------- | ----------------------------------- | ----------------------------------- | ----------------------------------- |
| 南浦西 |                                                          | 番禺区                              | 建设中 預計2025年启用               | 地下岛式站台                        |                                     |                                     |                                     |
| 南漖 |                                                          | 荔灣区                              | 建设中 預計2025年启用               | 地下岛式站台                        |                                     |                                     |                                     |
| 西塱 | 1号线 101、10号线 1001、广佛线 GF18                      | 荔灣区                              | 建设中 預計2025年启用               | 地下岛式站台                        |                                     |                                     |                                     |
| 芳村 | 1号线 104、11号线 1120、28号线                           | 荔灣区                              | 建设中 預計2025年启用               | 地下岛式站台                        |                                     |                                     |                                     |
| 芳村至白云机场城际（22号线北延段） |                                                          |                                     |                                     |                                     |                                     |                                     |                                     |
| 彩虹桥 | 8号线 811、11号线 1116、13号线                           | 荔湾区                              | 建设中                              | 地下岛式站台                        |                                     |                                     |                                     |
| 广州火车站 | 2号线 216、5号线 506 、11号线 1114、14号线 广州站        | 越秀区                              | 建设中                              | 地下岛式站台                        |                                     |                                     |                                     |
| 广州白云站 | 12号线 1205、24号线 广州白云站、 广清城际铁路            | 白云区                              | 建设中                              | 地下岛式站台                        |                                     |                                     |                                     |
| 夏茅 | 24号线                                                   | 白云区                              | 建设中                              | 地下岛式站台，帶越行線              |                                     |                                     |                                     |
| 白云城市中心 | 18号线                                                   | 白云区                              | 建设中                              | 地下双岛式站台[L18]                 |                                     |                                     |                                     |
| 方石 | 18号线                                                   | 白云区                              | 建设中                              | 地下双岛式站台[L18]                 |                                     |                                     |                                     |
| 人和 | 3号线 327                                                | 白云区                              | 建设中                              | 地下岛式站台，帶越行線              |                                     |                                     |                                     |
| 机场东 （3号航站楼） | 白云机场东站：广州东环城际鐵路、新白广城際鐵路           | 白云区                              | 建设中                              | 地下岛式站台                        |                                     |                                     |                                     |
| 机场南 （1号航站楼） | 3号线 329 白云机场南站：广州东环城际鐵路、新白广城際鐵路 | 花都区                              | 建设中                              | 地下岛式站台                        |                                     |                                     |                                     |
| 机场北 （2号航站楼） | 3号线 330 白云机场北站：广州东环城际铁路                 | 花都区                              | 建设中                              | 地下岛式站台                        |                                     |                                     |                                     |
| 註釋 |                                                          |                                     |                                     |                                     |                                     |                                     |                                     |
| - 22号线首期后通段仍在建。 - 芳白城际（22号线北延段）仍在建。除与既有线路的换乘站外，所示站名均为工程名，最终名称须以有关部门批复为准。 - 所有以斜体标识的线路和车站均未开通。 - L18 22號線與18號線共用，其中22號線使用外側。 |                                                          |                                     |                                     |                                     |                                     |                                     |                                     |
| 论 编 |                                                          |                                     |                                     |                                     |                                     |                                     |                                     |

### 换乘站
已投入使用
- 广州南站：换乘2号线、7号线及佛山地铁2号线。22号线車站位於廣州南站東廣場，並以長通道連接既有地鐵車站。
- 番禺廣場站：换乘3号线及18号线。与18号线为双岛四线式同台换乘，并预留两线跨线运行的条件；與3號綫轉乘需經由連接車站大廳的通道轉乘，通道設有自動行人路。

未来扩建的换乘站
- 番禺廣場站：换乘17号线。17號線為遠期線路，本线建设时未作出预留。

首期未来的换乘站
- 芳村站：换乘1号线及11号线，换乘两线预计将采用站廳通道换乘。此外本站亦可换乘28号线，但该线为遠期線路，22号线建设时已預留节点轉乘。
- 西塱站：换乘1号线、廣佛地鐵及10号线。1號線和廣佛線建设时均没有作出相应预留。但西塱站将进行整体改造，22号线建设时会同步代建新的1号线车站，并将1号线西塱站改为地下车站。22号线与1号线采用上下层节点换乘；两线与10號線、广佛线相互之间则采用站厅换乘[41]。
- 南浦西站：换乘19号线。19號線為遠期線路，預留情況未知。
- 陳頭崗站：换乘佛山地铁4号线。佛山地鐵4號線為遠期線路，本线建设时未作出预留。
- 市广路站：换乘26号线。26號線為遠期線路，本线建设时未作出预留。

北延段换乘站
- 机场北站：换乘3号线。預計需出閘轉乘。
- 机场南站：换乘3号线。預計需出閘轉乘。
- 人和站：换乘3号线。預計須經站廳通道轉乘。
- 方石站：换乘18號线及41號线。本站为与18号线北延段的换乘站之一，预计为双岛四线式同台换乘，并预留两线跨线运行的条件；41號线为远期线路，预留情况未知。
- 白云城市中心站：换乘18號线、34號线及39號线。本站为与18号线北延段的换乘站之一，预计为双岛四线式同台换乘[42]，并预留两线跨线运行的条件；34號线、39號线均为远期线路，预留情况未知。
- 夏茅站：换乘24号线。
- 广州白云站：未來新建的广州白云站將會同步建設包括22號線在內的地鐵樞紐换乘站，可换乘12号线、24号线及佛山地铁6号线，同時預留一條新規劃線路接入；以及前往石潭站换乘8号线。因22號線車站位於西廣場，與位於東廣場的12號線、24號線及佛山6號線有一定的距離，只能通過站廳换乘；新規劃線路預留站位則同樣位於西廣場，可與22號線實現月台樓梯節點换乘；同時車站將設有换乘通道，連接至8號線石潭站實現换乘。[43][44]
- 广州火车站：换乘2号线、5号线、11号线和14号线，远期规划换乘佛山5号线。因建设期间未作出预留，预计需经站厅换乘11號線；11號線建設時已同步預留通往14號線的換乘扶梯，預計兩線爲月台節點轉乘；22號線和佛山5號線因應國鐵改造導致方案不穩定，與既有線路轉乘方式尚未明朗。
- 彩虹桥站：换乘8号线、11号线及13号线。因现时在建车站未作出预留，22号线与其它三线为站厅长通道换乘。

南延段换乘站
- 慶盛站：换乘4号线及33號線。[45]
- 蕉门站：换乘4号线及15号线。[45]
- 南沙客運港站：换乘4号线及15號線。4號線建設時只預留15號線换乘節點，22號線未作出预留。[45]
- 濱海灣站：换乘東莞軌道交通2號線、東莞軌道交通9號線及深圳地鐵20號線。[46]三線均為遠期線路，東莞2號綫建造只预留22號綫换乘节点。[47]
- 長安步行街站：换乘東莞軌道交通3号线。

## 行車安排
22號線开通时将採取单一普通車（陳頭崗至番禺广场之间各站停车）的形式運營，单程用时约14分钟，行车间隔约7分30秒。
本线亦在节假日返程高峰开行广州南站出发的夜间专车，已于2023年五一假期期间首次开行，同时延长运营时间至凌晨2点。延长服务时间段内，列车在沿途各站进行停车，停靠站点只下不上。

## 列车

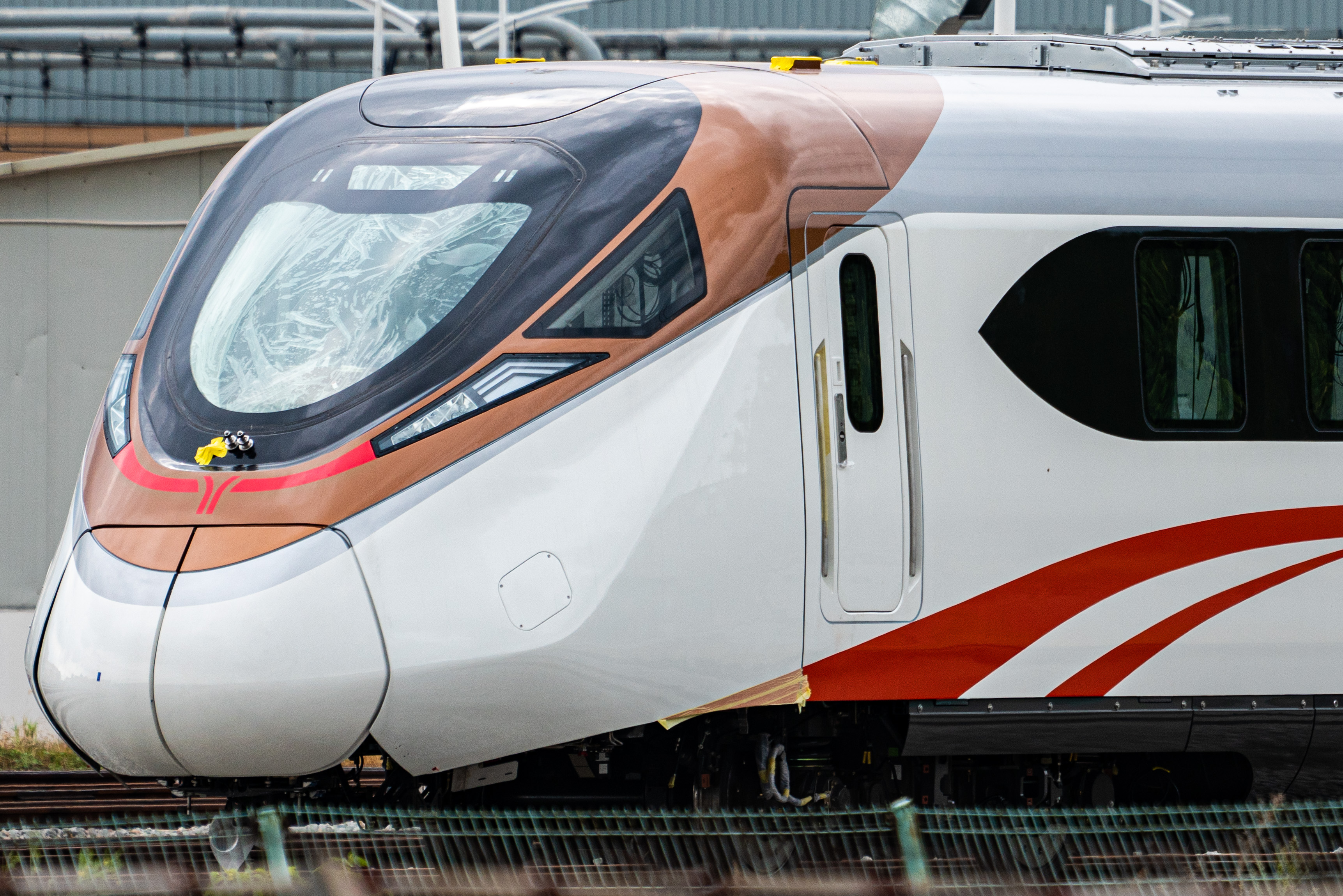
22号线列车

22号线与18号线一样，使用8节编组D型市域快線列车，最高运行速度160km/h。列車由中車株洲電力機車公司生产，首批列车已于2020年9月25日正式交付。此外，22号线为广州地铁首条应用GoA3级自动运行的地铁线路。本线列车也与18号线列车进行混合运营。

## 事件

### 首通段区间下穿大鹏高压燃气管线
22号线市广路站至广州南站的区间隧道下穿了大鹏高压燃气管线，该管线设计压力9.2MPa，为亚洲最高压燃气管线，而其与地铁隧道垂直叠交并行长度600米，最小竖向净距仅12米。有传言称2021年十堰燃气爆炸事故发生后，有关部门要求对相关燃气管线进行迁改。管线迁改工程的前期工作已陆续开展。
22号线与同为“湾区最快地铁”的18号线在2021年初被列入市政府的“十件民生实事项目”中，线路首通段“力争在年内开通”。22号线虽已在年内建成，但受管线安全隐患影响，一直未能开通。广州地铁曾对隧道通车运行涉及天然气管道的情况进行评估，获专家评审通过。2022年广州市两会期间，有人大代表向相关部门追问22号线的情况，当局一度回覆称需要等管线迁改后再行开通。不过据《广州日报》报道，相关部门在春节后开始就22号线开通事宜进行评估，相关安全评估于3月中下旬获得通过。最终，22号线首通段定于2022年3月31日正式开通。
2022年6月10日，大鹏管道迁移的工程项目获市发改委批复。

## 未來發展
廣州地鐵22號線亦計劃分别北延至白云机场和南延至东莞滨海湾和深圳。

### 北延
北延段途经芳村、广州白云站，最终到达白云机场，全长41.1公里。该段目前以「芳村至白云机场城际」的名义纳入粤港澳大湾区城际铁路近期规划，于2020年8月获批，该段拟投资381.30亿元人民币，在2021年底正式动工。未来，北延段亦会在机场北站预留继续北延的条件。

### 南（东）延
根据东莞市在2019年6月发布的《东莞市滨海湾新区城市总体规划（2018-2035）草案》中，22號線未來将從番禺廣場南延至南沙区南沙街道一带，随后跨越狮子洋前往东莞滨海湾，并继续东延至深圳沙井。2020年10月，广州地铁开始对“粤港澳大湾区线网优化客流预测专题研究项目”进行招标，其中一项为“22号线东延至东莞段与深圳衔接点选择的客流比选论证”，进一步确认了该线在未来将延伸至东莞和深圳的计划。2021年9月底，广州市交通局发布《广州市交通运输“十四五”规划》，番禺广场－东莞长安步行街段已被列入广州市“十四五”规划的策划项目，不过东莞市政府于2021年1月发布的十四五规划中并未将22号线东莞段纳入其中。2022年，南沙区政府更将在十四五规划期间推进22号线东延段（至深圳光明城）项目。2023年，广州市提出研究22号线东延段在珠江口的过江通道与中南虎城际复合布局。
按照规划，22号线东延段全长58.4km，其中南沙境内30.6km。

### 未来行車安排
18号线与22号线在番禺广场站以及规划北延段中的方石和白云城市中心站可互相跨线运行，且两线多个站点设置了快车越行线，可供开行各类快慢车。在早期的规划中，22号线到达终点站番禺广场站之后，将与18号线共线继续运行至万顷沙，不过在最终后来的规划中，该方案现已被取消不再共线运行。根据规划，未来的22号线将利用跨线的方式开行多种线路，包括深圳/东莞至白云站、南沙客运港至白云机场北、南沙客运港至花城街等。